# بي-وينغز

صورة من اللعبة على منصة فاميكوم.

بي-وينغز (بالإنجليزية: B-Wings)‏ (باليابانية: Ｂウィング)، هي لعبة إلكترونية من نوع لعبة إطلاق النار، صدرت عام 1984م، وتدعم نظامي آركيد ونينتندو إنترتنمنت سيستم.

## قصة اللعبة
تنطلق الطائرة ذات جناحين لمحاربة زعماء الأليين الكبار.